# 1. Klasse Plauen-Zwickau 1942/43
Die Fußball-Bezirksklasse Plauen-Zwickau 1942/43 war die zehnte Spielzeit der nun 1. Klasse Plauen-Zwickau genannten Fußball-Bezirksklasse Plauen-Zwickau im Sportgau Sachsen. Sie diente als eine von vier zweitklassigen Bezirksklassen als Unterbau der Gauliga Sachsen. Die Meister dieser vier Spielklassen qualifizierten sich für eine Aufstiegsrunde, in der zwei Aufsteiger zur Gauliga Sachsen ausgespielt wurden.
Der Spielbetrieb fand erneut in den drei Staffeln Plauen/Vogtland, Zwickau/Westsachsen und Westerzgebirge statt, welche im Rundenturnier mit Hin-und-Rückspiel den Staffelsieger ausspielten. Die Staffelsieger trafen dann in Finalspielen aufeinander. Der diesjährige Spielbetrieb startete in der Staffel Westerzgebirge am 26. Juli 1942, in den anderen beiden Staffeln am 6. September 1942. Die Entscheidungsspiele um die Bezirksmeisterschaft endeten am 2. Mai 1943. Die SG Zwickau setzte sich im Finale gegen den LSV Plauen durch und qualifizierte sich dadurch für die Aufstiegsrunde zur Gauliga Sachsen 1943/44, in der die Zwickauer auf Grund des besseren Torquotienten den Aufstieg in die Erstklassigkeit erreichten.

## Staffel Plauen/Vogtland
Kreuztabelle
| 1942/43                            | LSV | SV Konkordia Plauen | VFC Plauen | Plauener SuBC | KNL  | KSP | VfB  | TRE  |
| ---------------------------------- | --- | ------------------- | ---------- | ------------- | ---- | --- | ---- | ---- |
| LSV Plauen                         |     | 3:0                 | 3:2        | 4:3           | 6:2  | 2:1 | 0:4  | +0:0 |
| SV Konkordia Plauen                | +:- |                     | 0:1        | 4:1           | 10:0 | 6:5 | 14:2 | 12:1 |
| VFC Plauen                         | 0:1 | 2:1                 |            | 3:2           | 5:2  | U:U | 1:1  | 6:0  |
| Plauener SuBC                      | 0:2 | 6:1                 | 2:1        |               | 1:2  | 4:1 | 2:2  | +:-  |
| KSG Netzschkau/Limbach/Reichenbach | 1:1 | 2:2                 | 0:2        | 3:1           |      | 2:3 | 6:2  | 4:1  |
| KSG SpVgg/Post-SG Plauen           | 3:3 | 1:6                 |            | 1:1           | 2:1  |     |      | 11:0 |
| VfB Plauen                         | 1:4 | 0:4                 | 0:8        | 1:2           | 0:2  | 2:6 |      |      |
| SV Treuen                          | 1:6 | 1:4                 | 1:9        | 0:4           | 0:0+ |     | 5:1  |      |

Abschlusstabelle
| Pl. | Verein                               | Sp. | S  | U | N  | Tore    | Quote | Punkte |
| --- | ------------------------------------ | --- | -- | - | -- | ------- | ----- | ------ |
| 1.  | LSV Plauen                           | 14  | 10 | 2 | 2  | 035:180 | 1,94  | 22:60  |
| 2.  | SV Konkordia Plauen                  | 14  | 9  | 1 | 4  | 064:250 | 2,56  | 19:90  |
| 3.  | VFC Plauen                           | 13  | 8  | 2 | 3  | 040:130 | 3,08  | 18:80  |
| 4.  | Plauener SuBC                        | 14  | 6  | 2 | 6  | 029:250 | 1,16  | 14:14  |
| 5.  | KSG Netzschkau/Limbach/Reichenbach a | 14  | 6  | 2 | 6  | 027:360 | 0,75  | 14:14  |
| 6.  | KSG SpVgg/Post-SG Plauen             | 11  | 4  | 3 | 4  | 034:270 | 1,26  | 11:11  |
| 7.  | VfB Plauen (N)                       | 12  | 1  | 2 | 9  | 016:540 | 0,30  | 04:20  |
| 8.  | SV Treuen (N)                        | 12  | 1  | 0 | 11 | 010:570 | 0,18  | 02:22  |

| (N) | Aufsteiger aus den 2. Klassen |

## Staffel Zwickau/Westsachsen
Aus der Staffel Zwickau/Westsachsen sind viele Spiele nicht überliefert. Folgende Mannschaften nahmen teil:
- SG Zwickau (Staffelsieger)
- VfB Glauchau
- VfL 1905 Zwickau
- TSV Brand-Marienthal
- TG Wilkau-Haßlau
- Post-SG Zwickau
- Reichsbahn-SG Zwickau (N)
- SG Zwickau II (N)
- SG Vielau/Reinsdorf (N)

## Staffel Westerzgebirge
Die Staffel Westerzgebirge war nochmals in zwei Staffeln unterteilt. Beide Staffelsieger trafen dann in Entscheidungsspielen aufeinander.

### Staffel A
Kreuztabelle
| 1942/43           | LAU | Saxonia Bernsbach | SAC | BEI | GRÜ |
| ----------------- | --- | ----------------- | --- | --- | --- |
| SG Lauter         |     | 6:0               | 4:1 | 4:0 | 5:1 |
| Saxonia Bernsbach | 4:4 |                   | 1:1 | 5:4 | 7:1 |
| TV Sachsenfeld    | 1:4 | 3:1               |     | 0:5 | 3:1 |
| Sturm Beierfeld   | 2:3 | 1:10              | 2:3 |     | 4:5 |
| TSG Grünhain      | 4:1 | 2:5               |     | 2:4 |     |

Abschlusstabelle
| Pl. | Verein            | Sp. | S | U | N | Tore    | Quote | Punkte |
| --- | ----------------- | --- | - | - | - | ------- | ----- | ------ |
| 1.  | TSG Lauter        | 8   | 6 | 1 | 1 | 031:130 | 2,38  | 13:30  |
| 2.  | Saxonia Bernsbach | 8   | 4 | 2 | 2 | 033:220 | 1,50  | 10:60  |
| 3.  | TV Sachsenfeld    | 7   | 3 | 1 | 3 | 012:180 | 0,67  | 07:70  |
| 4.  | Sturm Beierfeld   | 8   | 2 | 0 | 6 | 022:320 | 0,69  | 04:12  |
| 5.  | TSG Grünhain      | 7   | 2 | 0 | 5 | 016:290 | 0,55  | 04:10  |

### Staffel B
Kreuztabelle
| 1942/43         | SVA | BOC | ZSC | SVS | NEU  |
| --------------- | --- | --- | --- | --- | ---- |
| SV Aue          |     | 8:0 | 5:1 | 8:1 | 20:0 |
| Teutonia Bockau | 4:6 |     | 2:2 | 5:0 | 8:2  |
| Eiche Zschorlau | 3:6 | 5:3 |     |     |      |
| SV Schneeberg   | 1:1 |     | 2:1 |     | 0:0+ |
| TuSG Neustädtel |     | 4:8 | 4:7 | 2:3 |      |

Abschlusstabelle
| Pl. | Verein          | Sp. | S | U | N | Tore    | Quote | Punkte |
| --- | --------------- | --- | - | - | - | ------- | ----- | ------ |
| 1.  | SV Aue          | 7   | 6 | 1 | 0 | 054:100 | 5,40  | 13:10  |
| 2.  | Teutonia Bockau | 7   | 3 | 1 | 3 | 030:270 | 1,11  | 07:70  |
| 3.  | Eiche Zschorlau | 6   | 2 | 1 | 3 | 019:220 | 0,86  | 05:70  |
| 4.  | SV Schneeberg   | 6   | 2 | 1 | 3 | 007:170 | 0,41  | 05:70  |
| 5.  | TuSG Neustädtel | 6   | 1 | 0 | 5 | 012:460 | 0,26  | 02:10  |

### Finalspiele
|        | Gesamt |           | Hinspiel | Rückspiel |
| ------ | ------ | --------- | -------- | --------- |
| SV Aue | 6:9    | SG Lauter | 3:4      | 3:5       |

## Finale Bezirksmeisterschaft
Vorrunde
|                                                 | Gesamt |                                           | Hinspiel | Rückspiel |
| ----------------------------------------------- | ------ | ----------------------------------------- | -------- | --------- |
| SG Zwickau (Sieger Staffel Zwickau/Westsachsen) | 4:3    | SG Lauter (Sieger Staffel Westerzgebirge) | 2:2      | 2:1       |

Finale
|                                             | Gesamt |                              | Hinspiel | Rückspiel | Ents.sp. |
| ------------------------------------------- | ------ | ---------------------------- | -------- | --------- | -------- |
| LSV Plauen (Sieger Staffel Plauen/Vogtland) | 02:11  | SG Zwickau (Sieger Vorrunde) | 2:1      | 0:1       | 0:9      |